# Charles Edward Kemp
Charles Edward Kemp (* 18. November 1901 in Manchester; † 9. November 1986 ebenda) war ein britischer Schachkomponist.
Kemp, der um 1917 erste eigene Aufgaben veröffentlichte, arbeitete oft mit Thomas Rayner Dawson zusammen und verwaltete nach dessen Tod dessen Hinterlassenschaft. So gab Kemp beispielsweise die Fairy Chess Review zeitweilig weiter heraus. Insgesamt verfasste Kemp über 600 Schachaufgaben.

## Werke
- Karl Fabel und C. E. Kemp: Schach ohne Grenzen / Chess Unlimited. Walter Rau Verlag, Düsseldorf 1969.